# Lacul Valea lui Iovan
Lacul Valea lui Iovan sau Lacul Iovanul este un lac de acumulare realizat prin bararea râului Cerna în aval de confluența cu râul Iovanul, la altitudinea de 685 m, între culmile sud-estice ale masivului Godeanu și cele nord-vestice ale masivului Mehedinți, în valea Cernei. Lacul s-a format în spatele barajului înalt de peste 100 m și are un volum total de 124 mil. m3, suprafața este de 292 ha, adâncimea maximă de 107 m. Lacul Valea lui Iovan face parte din Parcul Național Domogled - Valea Cernei.